# Puy-Sanières
Puy-Sanières é uma comuna francesa na região administrativa da Provença-Alpes-Costa Azul, no departamento de Altos-Alpes. Estende-se por uma área de 11,38 km². Em 2010 a comuna tinha 288 habitantes (densidade: 25,3 hab./km²).